# Língua valona
O valão (em valão: walon) é uma língua românica falada na Bélgica, mas também na França e, residualmente, no nordeste do estado americano do Wisconsin. É uma langue d'oïl e não deve ser confundida com o francês belga, variante da língua francesa falada no país. É reconhecida como língua regional endógena pela comunidade francesa da Bélgica, onde é a mais importante das línguas romances. É constituído por quatro grandes variantes dialectais e uma forma padronizada. Os falantes da língua podem ser chamados "valões", observando-se, entretanto, que esse termo também (e principalmente) se refere aos habitantes da Valônia.

## Território

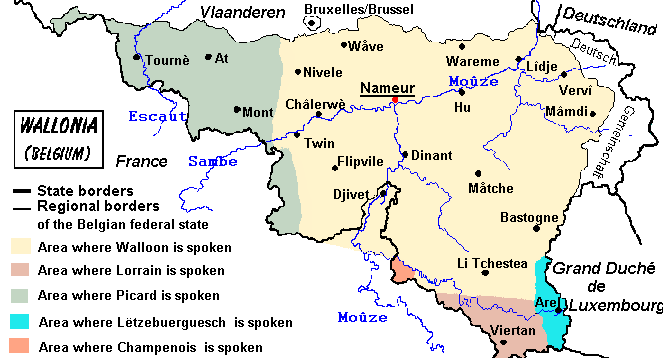
Distribuição geográfica do valão

O território valão está limitado ao norte e a leste pela fronteira linguística romance-germânica (que se desloca sem cessar na direção flamenga, a ponto de Bruxelas ser hoje uma cidade predominantemente francesa em território flamengo); a oeste, pelo picardo; ao sul, com o limite meridional seguindo  o vale do rio Mosa, ao longo da fronteira franco-belga, até encontrar a fronteira linguística franco-alemã em Arlon.
A população total da Valônia supera os três milhões de habitantes, dos quais 800 000 podem, no mínimo, entender o valão. Destes, cerca de 200 000 o utilizam regularmente.

## Gramática
O valão, que possui uma literatura regional notável, distingue-se por algumas características, como a conservação do s ante uma consoante surda, a manutenção do h e w germânicas. Por ser vizinho do neerlandês e do alemão, há um considerável número de elementos germânicos na língua.